# Kinding-Ndjabi
Kinding-Ndjabi est un village du Cameroun situé dans la région du Centre et le département du Mbam-et-Inoubou. Il fait partie de la commune de Makénéné.

## Population
En 1964 le village de Kinding comptait 716 habitants, principalement Nyokon.
Lors du recensement de 2005, on dénombrait 571 personnes à Kinding-Ndjabi.